# Raudsepa (Võru)
Raudsepa – wieś w Estonii, w prowincji Võru, w gminie Võru. 